# Osiedle Na Skarpie (Wyszków)
Osiedle Na Skarpie – osiedle we wschodniej części Wyszkowa (województwo mazowieckie).
Osiedle domów jednorodzinnych, we wschodniej części miasta. Historycznie jest to jedna z najstarszych części miasta. W południowo-wschodniej części osiedla znajduje się Pomnik Pamięci Żydów Wyszkowa, który powstał w miejscu dawnego cmentarza żydowskiego.